# Sergio Garrote
Sergio Garrote Muñoz (nacido en Barcelona el 27 de julio de 1979) es un deportista español que compite en ciclismo adaptado en la modalidad de ruta. Ganó cuatro medallas en los Juegos Paralímpicos de Verano, en los años 2020 y 2024.
Con 22 años sufrió un accidente laboral, que provocó una lesión medular tretrapléjica. 
En 2022 fue nombrado Hijo Predilecto de la ciudad de Viladecans. 

## Palmarés internacional
| Juegos Paralímpicos | Juegos Paralímpicos | Juegos Paralímpicos | Juegos Paralímpicos |
| Año                 | Lugar               | Medalla             | Prueba              |
| ------------------- | ------------------- | ------------------- | ------------------- |
| 2020                | Tokio (Japón)       | Medalla de oro      | Contrarreloj H2     |
| 2020                | Tokio (Japón)       | Medalla de bronce   | Ruta H1-2           |
| 2024                | París (Francia)     | Medalla de oro      | Contrarreloj H2     |
| 2024                | París (Francia)     | Medalla de plata    | Ruta H1-2           |

Además de las medallas olímpicas, cuenta con un gran palmarés en campeonatos mundiales y de Europa:
- Campeón del mundo en Contrarreloj 2022 y 2023.
- Campeón de la Copa del Mundo 2019, 2021, 2022 y 2023.
- Campeón de Europa en Ruta 2022 y 2024.[6]
- Campeón de Europa en Crono 2023.
- Subcampeón de Europa en Crono 2022.
- Subcampeón de Europa en Ruta 2023.
- Sucampeón del Mundo en Contrarreloj 2019 y 2021.
- Subcampeón del Mundo en Ruta 2019, 2021 y 2023.
- Subcampeón del Mundo en Relevos por Equipos 2021.
- Subcampeón de Copa del Mundo 2018.